# آسیب‌شناسی روانی جانوران

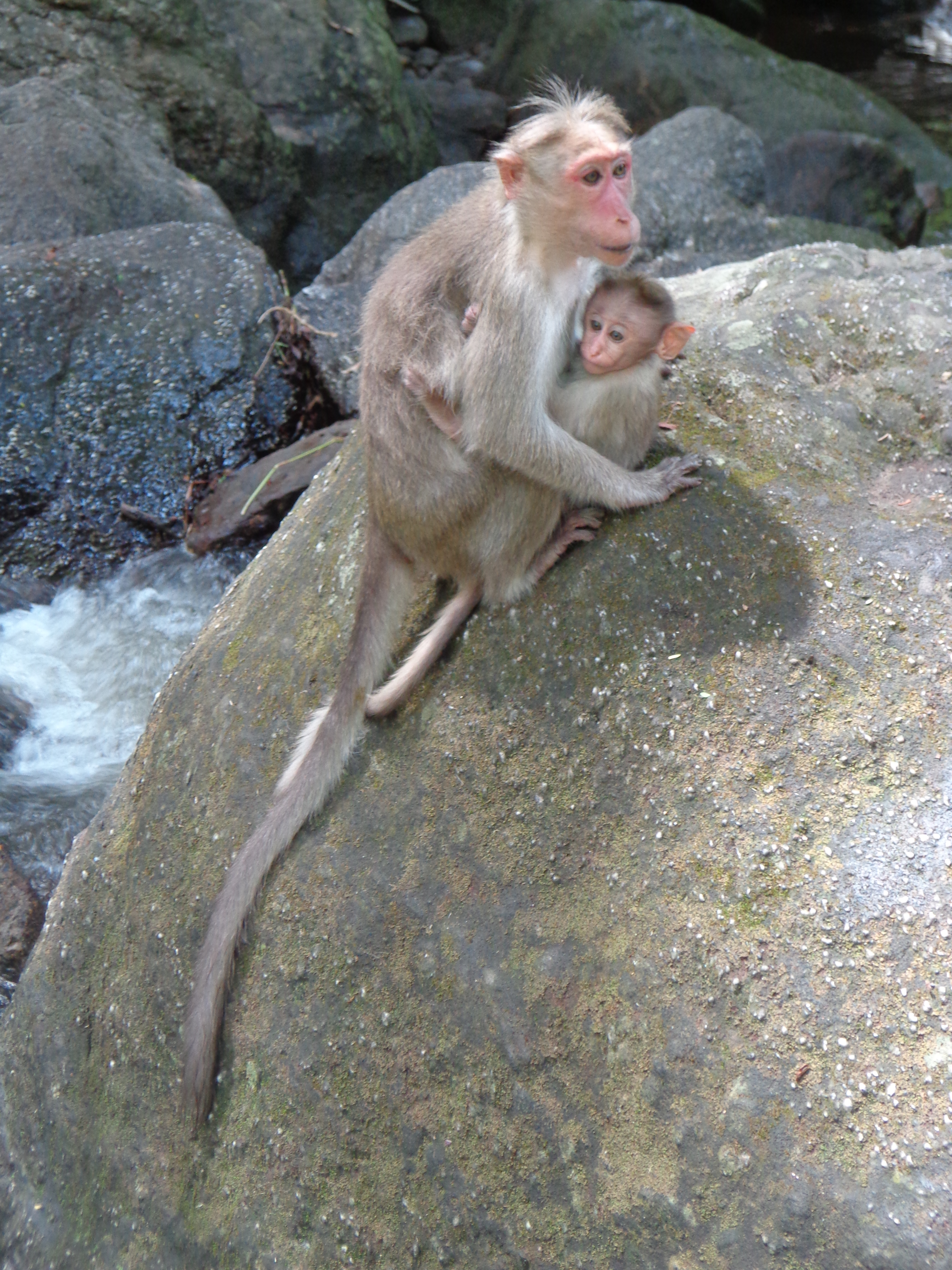
میمون مادری که همراه با نوزادش در جستجوی غذا پرسه می زند.

آسیب‌شناسی روانی جانوران (به انگلیسی: Animal psychopathology)، مطالعه اختلال‌های روانی یا رفتاری در جانوران ناانسان است.
از لحاظ تاریخی، یک گرایش انسان‌محوری برای تأکید بر مطالعه آسیب‌شناسی‌های روانی جانوران به عنوان مدل‌هایی برای بیماری‌های روانی انسان وجود داشته‌است. اما آسیب‌شناسی‌های روانی جانوران، از دیدگاه تکاملی، به‌دلیل نوعی ناتوانی شناختی، اختلال عاطفی یا پریشانی، می‌توانند به‌عنوان رفتارهای غیرانطباقی در نظر گرفته شوند. این مقاله فهرستی غیرجامع از آسیب‌شناسی‌های روانی جانوران ارائه می‌کند.

## ناهنجاری‌های خوردن
به نظر می‌رسد که جانوران در حیات وحش نسبتاً از ناهنجاری‌های خوردن عاری هستند، اگرچه ترکیب بدن آنها بستگی به چرخه‌های فصلی و تولیدمثلی در نوسان است. با این حال، حیوانات اهلی از جمله حیوانات مزرعه، آزمایشگاهی و حیوانات خانگی آمادگی ابتلا به اختلال‌ها را دارند. تناسب اندام تکاملی سبب رفتار تغذیه در حیات وحش می‌شود. انتظار این است که حیوانات مزرعه نیز این رفتار را از خود نشان دهند، اما اگر همین اصول دربارهٔ حیوانات آزمایشگاهی و حیوانات خانگی اعمال شود، پرسش‌های پیش می‌آید.
- بی‌اشتهایی فعالیتی
- سندرم خوک لاغر
- هرزه‌خواری

## ناهنجاری‌های رفتاری
بررسی ناهنجاری‌های رفتاری در مدل‌های جانوری دشوار است، زیرا تشخیص این که جانوران به چه چیزی فکر می‌کنند دشوار است و به این دلیل که مدل‌های جانوری مورد استفاده برای ارزیابی آسیب‌شناسی‌های روانی، آماده‌سازی‌های تجربی هستند که برای مطالعه یک وضعیت ایجاد شده‌اند. عدم توانایی استفاده از زبان برای مطالعه ناهنجاری‌های رفتاری مانند افسردگی و استرس اعتبار آن مطالعات انجام‌شده را زیر سؤال می‌برد. نسبت دادن شرایط انسانی به جانوران ناانسان می‌تواند دشوار باشد.
- ناهنجاری وسواس اجباری (OCD)
  - رفتارهای تشریفاتی و کلیشه‌ای
  - یک مبنای تکاملی
  - عوامل ژنتیکی
  - مدل‌های جانوری
  - فشار کبد در موش‌ها
  - کمبود استروژن در موش‌های نر
- اعتیاد
- افسردگی
- استرس
- زئوکوزیس
- خودپرخاشگری